# 현수하강

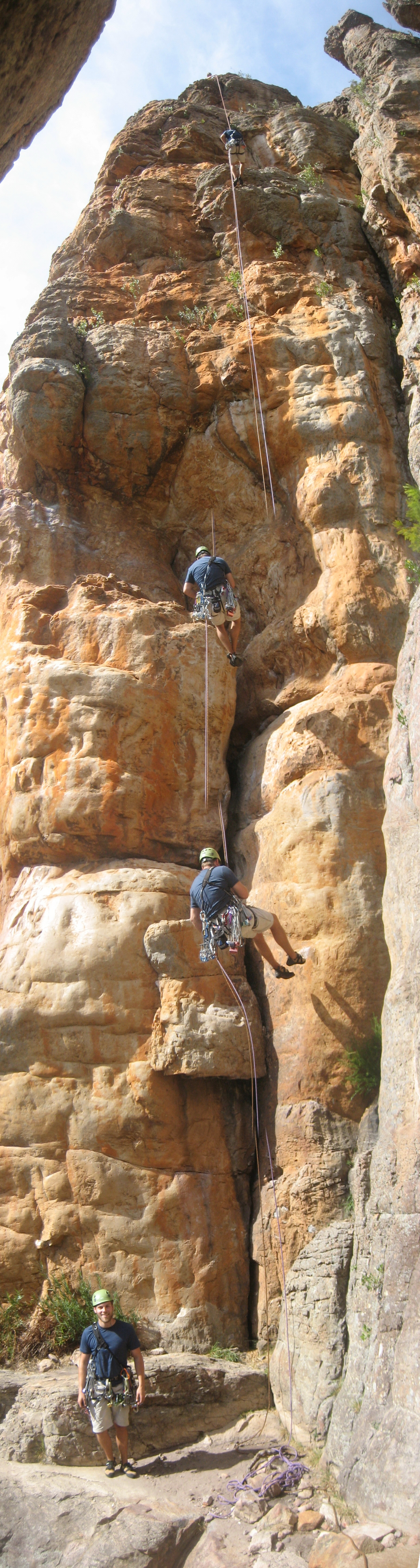
현수하강의 예

현수하강(懸垂下降)은 높은 위치에서 밧줄을 타고 내려오는 것을 말한다. 압자일렌(독일어: abseilen), 레펠(rappelling), 압세일링(abseiling)이라고도 한다. 등산 중에 경사가 급한 절벽을 밧줄을 사용하여 내려가는 것이나, 헬리콥터가 공중에 떠있는 상태에서 밧줄을 타고 내려오거나, 빌딩 같은 건물에서 밧줄을 이용해 벽면을 타고 내려오는 행위들을 말한다. 헬기가 공중에 떠있는 상태에서 밧줄을 이용해 내려오는 헬기레펠은 이 중의 하나이다.

## 같이 보기
- 캐니어닝
- 케이빙
- 등산
- 탐색 구조